# Nejvo-Sjajtanski

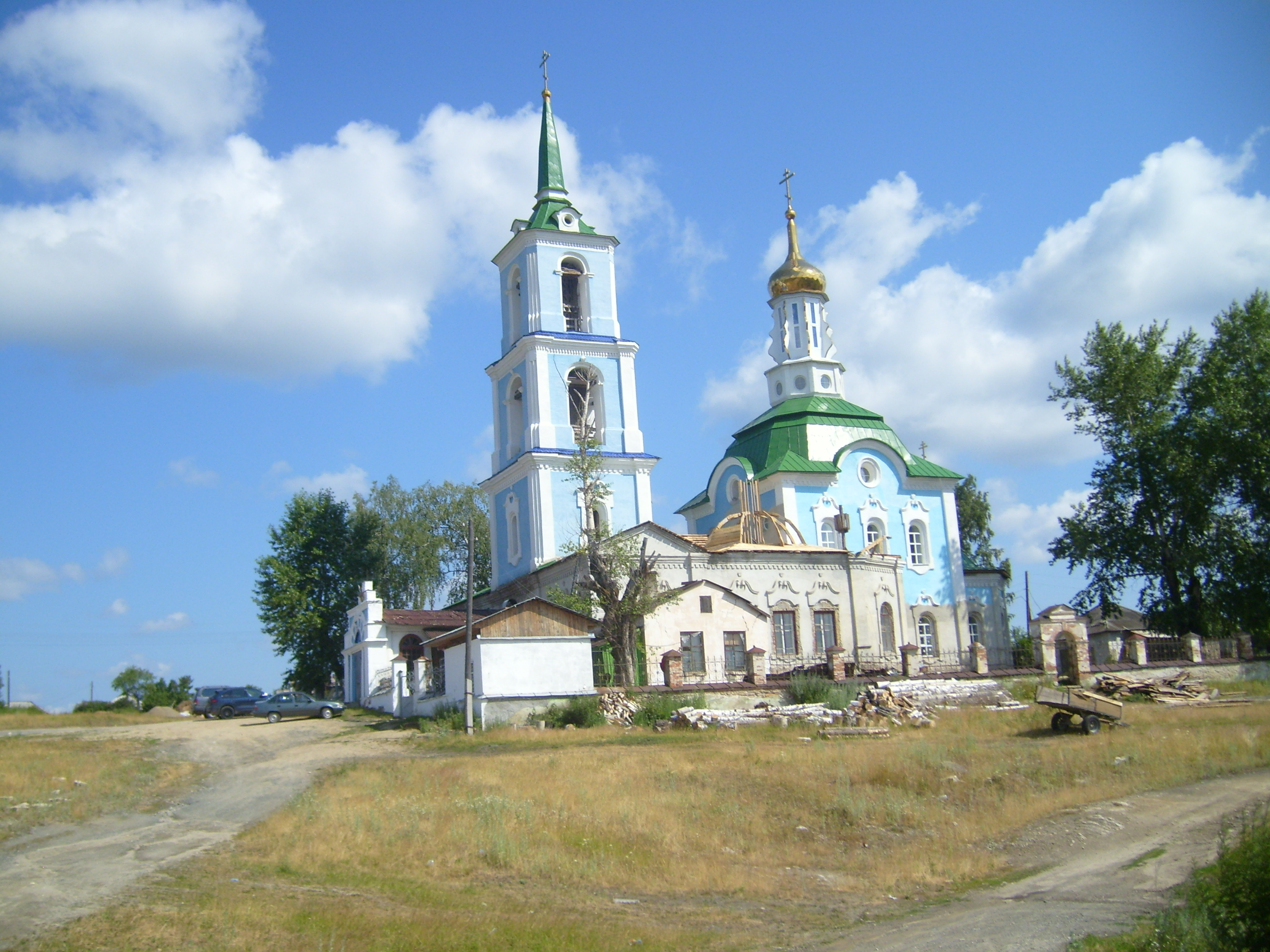

Nejvo-Sjajtanski (Russisch: Нейво-Шайтанский) is een plaats (posjolok) in het westen van het gemeentelijk district Alapajevski van de Russische oblast Sverdlovsk. De plaats ligt aan de rivier de Nejva. In de nacht van 6 op 7 januari 2007, tijdens het orthodoxe kerstfeest werd de lokale priester vermoord bij een overval op de lokale kerk, waarbij een aantal iconen werden buitgemaakt en de kerk in brand werd gestoken. De overvallers werden opgepakt, maar de bevolking wilde daarop dat ook de naam van de plaats werd veranderd. De toevoeging "Sjajtanski" in de plaatsnaam kan namelijk worden vertaald als "satan" of "duivel". Op 23 januari werd daarop door de bevolking besloten om de naam van de plaats te hernoemen naar Verchnjaja Soesana (Верхняя Сусана; "boven de Soesanka"), naar de rivier de Soesanka ten noorden van de plaats.
Het artikel dat NRC-journalist Coen van Zwol in mei 2007 over de moord in Nejvo-Sjaitanski schreef, werd de basis van het verhaal 'Iconen' in de verhalenbundel De zoetheid van geweld (2013) van de Nederlandse schrijfster Manon Uphoff. 